# Z (1904)
Z (Q36) – francuski eksperymentalny okręt podwodny z początku XX wieku. Został zwodowany 28 marca 1904 roku w stoczni Arsenal de Rochefort i przyjęty w skład Marine nationale w roku 1905. Okręt został rozbrojony w 1909 roku i skreślony z listy floty 9 marca 1910 roku.

## Projekt i budowa
„Z” został zaprojektowany przez inż. Gabriela Maugasa, który zmodyfikował swój poprzedni projekt typu Farfadet. W jednostce tej po raz pierwszy we francuskich okrętach podwodnych użyto do napędu na powierzchni silnika Diesla.
„Z” zbudowany został w Arsenale w Rochefort. Okręt został zwodowany 28 marca 1904 roku. Koszt budowy okrętu wyniósł 779 300 franków (31 172 £).

## Dane taktyczno–techniczne
„Z” był małym okrętem podwodnym o konstrukcji jednokadłubowej. Długość całkowita wykonanej ze stali jednostki wynosiła 41,3 metra, szerokość 3 metry i zanurzenie 2,8 metra. Wyporność w położeniu nawodnym wynosiła 202 tony, a w zanurzeniu 222 tony. Okręt napędzany był na powierzchni przez silnik Diesla Sautter-Harlé o mocy 190 koni mechanicznych (KM). Napęd podwodny zapewniał silnik elektryczny Sautter-Harlé o mocy 180 KM. Jednośrubowy układ napędowy pozwalał osiągnąć prędkość 9 węzłów na powierzchni i 7 węzłów w zanurzeniu. Zasięg wynosił 500 Mm przy prędkości 5 węzłów w położeniu nawodnym oraz 45 Mm przy prędkości 4 węzłów pod wodą. Dopuszczalna głębokość zanurzenia wynosiła 30 metrów, a czas zanurzenia 4 min 55 s.
Okręt wyposażony był w dwie wewnętrzne wyrzutnie torped kalibru 450 mm na dziobie jednostki. Załoga okrętu składała się z 16 oficerów, podoficerów i marynarzy.

## Przebieg służby
„Z” został wcielony do służby w Marine nationale w 1905 roku. Jednostka otrzymała numer taktyczny Q36. Okręt pełnił służbę na wodach Morza Śródziemnego do 1909 roku, kiedy został rozbrojony. Skreślono go z listy floty 9 marca 1910 roku.